# 葛坳乡
葛坳乡，是中华人民共和国江西省赣州市于都县下辖的一个乡镇级行政单位。

## 行政区划
葛坳乡下辖以下地区：
葛坳村、下罗村、曾子村、上脑村、杨梅村、澄江村、陈田村、龙头村、塘泥村、牛颈村、东村、蛇颈村、老屋村、小庄村、窑背村、大田村、黄屋乾村、龙井村、曲洋村、三溪村、桐溪村、小洲村和小源村。